# Tetragoneura burenari
Tetragoneura burenari är en tvåvingeart som beskrevs av Lane 1952. Tetragoneura burenari ingår i släktet Tetragoneura och familjen svampmyggor. Inga underarter finns listade i Catalogue of Life.